# Variacions Heroica (Beethoven)
Les Variacions i fuga per piano en mi♭ major, Op. 35, és un conjunt de quinze variacions per a piano sol compostes per Ludwig van Beethoven l'any 1802. Són conegudes com a Variacions Heroica perquè usa el mateix tema que el Finale de la seva Simfonia núm. 3, «Heroica» que va compondre l'any següent. Segueix l'estructura clàssica del tema i variacions.
| Eroica variations, op. 35                                              |
|                                                                        |
| Interpretació de Stefano Ligoratti (piano). Dura 22 minuts i 16 segons |
|                                                                        |

## El tema
Els musicòlegs Leon Plantinga i Alexander Ringer opinen que la inspiració del tema de l'Heroica podria provenir de la música del compositor del classicisme Muzio Clementi. Plantinga teoritza que seria la Sonata per a piano en fa menor, Op. 13, núm. 6 (composta el 1784), ja que coincideix en les set o vuit primeres notes del començament del tercer moviment (en tonalitat menor), tot i que amb un ritme més senzill; el tema de l'Heroica està en mode major tot i que hi ha variacions en tonalitats menors. Ringer és partidari de relacionar el tema amb el primer moviment de la Sonata de per a piano en sol menor, Op. 7, núm. 3 (composta el 1782), ja que la melodia (en mode menor) i el ritme dels primers vuit compassos s'assemblen als de l'Heroica.
El tema era un dels favorits de Beethoven. El va fer servir també en el Finale de la música de ballet Les criatures de Prometeu (1801) així com en la setena de les 12 Contradanses, WoO 14 (1800-02), obres anteriors a aquestes variacions i a la simfonia. Comença així:

## Anàlisi musical
A l'inici del tema, Beethoven no apareix la melodia en la veu superior sinó en la línia de baix del tema principal. A continuació segueixen tres variacions encara només amb la línia de baix abans que finalment apareix el tema principal. Aquesta presentació ja s'observa al ballet Les criatures de Prometeu i representa la creació gradual de formes de vida per part de Prometeu; en les Variacions Heroica segueix aquest mateix patró. En una altra innovació sobre l'estructura del tema i variacions tradicional, després de les quinze variacions, Beethoven conclou l'obra amb un Finale sobre una fuga que té continuació en un Andante con moto.